# Club deconstruido
El club deconstruido, también conocido como post-club o música deconstruida es un estilo experimental de música electrónica de baile caracterizado por un enfoque posmodernista y un tono abrasivo o distópico. Se opone a los tropos de los estilos de club convencionales, a menudo prescindiendo de ritmos de cuatro en el suelo y un tempo muy estable, mientras mezcla fuentes eclécticas o abrasivas.

## Orígenes
El estilo nació en las fiestas de baile de Nueva York llamadas GHE20G0TH1K, que comenzaron en 2009. Estas fiestas presentaban voguers, punks y fashionistas, se llevaban a cabo en almacenes de Brooklyn y Manhattan y comenzaron a radicalizar la escena nocturna de la ciudad en un año. El estilo que definió el movimiento de club deconstruido fue moldeado directamente por las posibilidades de los CDJ y, a su vez, los sets de DJ inspiraron a los productores a imitar esta experimentación caótica en su propia música, creando comentarios que continuaron reimaginando las expectativas del baile.
Los MP3 que usaban los DJ en GHE20G0TH1K tenían una textura ruda mientras se reproducían en un gran sistema de sonido, lo que llegó a definir su estética. Cada miembro del colectivo provenía de un entorno diferente, pero incorporaron esas diferencias en la mezcla, hibridando una mezcla de Jersey club, Baltimore, Footwork, Grime y Ballroom, así como elementos de House y Techno. Debido a la relación del club Deconstructed con la moda y los creadores LGBTQ prominentes, la identidad del género está ligada a la escena de la fiesta clandestina en Nueva York y la vida nocturna queer alternativa.
También se citan artistas de los sellos "Fade to Mind" y "Keysound", que mezclaron el reinicio de ballroom, vogue house, jersey club y la nueva ola del grime instrumental como pioneros del género.
El término en sí comenzó a circular a mediados de la década de 2010 y se usó como un término general para describir un género dispar e internacional de productores que superan los límites o fronteras de la música de club y aprovechan la vanguardia.
El género se aleja de los tropos tradicionales y convencionales de la música dance, como cuatro ritmos en el piso, tempos estables, acumulaciones y caídas. En cambio, se identifica por un diseño de sonido agresivo, frenético y posindustrial, que presenta sonidos metálicos o entrecortados, como muestras de cristales rotos o disparos. Apunta a un paisaje sonoro excesivo, con un sonido apocalíptico, con constantes cambios rítmicos y atonalidad.

## Actualidad
El Club Deconstruido propone una mezcla caótica y un lienzo sonoro donde muestras de salón de baile, grabaciones de campo, rap a cappella y paisajes sonoros industriales se ajustan a la música de la pista de baile. El género se caracteriza por sus elementos disruptivos y un amplio rango de tempo dinámico, a menudo utilizando patrones de patadas de club de jersey, aplausos de mugre y producción de juego de pies, para crear una sensación de pistas frenéticas de alto BPM. Además, las pistas profundizan en paisajes sonoros experimentales y alternan respiraciones atmosféricas. El espíritu y las ideas del género son decididamente posestructuralistas hacia la producción musical convencional y la música de baile.
En América Latina, el club deconstruido a menudo está influenciado por sonidos latinoamericanos y afrocaribeños como el reggaeton, el baile funk, el dancehall y el trival, como el trabajo de Arca, una artista venezolana cuya canción " KLK " (con Rosalía ) tiene una notable influencia dembow . El sello NAAFI en México cuenta con numerosos artistas que mezclan géneros como el trival y el reguetón para reformular la música de club deconstruida.
La música suele ir acompañada de videos musicales con arte visual. Algunos de los artistas estudiaron artes visuales en lugar de música. Las imágenes son a menudo abstractas y presentan formas mutacionales, grotescas y en descomposición. Este cruce entre lo visual y la música electrónica experimental se ha vuelto tan prominente que uno de los sellos clave en el género, PAN, ha lanzado un sello, "Entopia", dedicado a producir bandas sonoras para instalaciones de arte, películas, obras de teatro, danza y música. podios de moda.
El periodista y crítico musical Simon Reynolds llamó al estilo conceptrónica y dijo que "no es un género como tal, sino más bien un modo de operación artística". Comparó el género con el IDM de la década de 1990, diciendo que el IDM temprano de personas como Aphex Twin o Luke Vibert tendía a ser más realista, relajante y lleno de humor juvenil, en lugar de exigente e intelectualmente cargado.